# María Borja Velarde
María Borja Velarde (Lima, 15 de enero de 2001) es una jugadora de squash profesional peruana. Participó en los Juegos ODESUR 2018, en Cochabamba; y conformará la selección nacional en Lima 2019.

## Distinciones
- Subcampeona Sudamericana Junior - Equipos (2018)
- Participante en Juegos Sudamericanos Cocha 2018
- Subcampeona Nacional Junior (2018)
- Tercer lugar Nacional (2018)
- Subcampeona Nacional (2018)
- Tercer lugar Sudamericano de Squash Absoluto (2019)
- Campeona Nacional (2019)
- Campeona Sudamericana Sub-23 Modalidad Dobles (2021)